# Maddalena Silvestri
Maddalena Silvestri (Livigno, 11 novembre 1955) è un'ex sciatrice alpina italiana.

## Biografia
Specialista delle prove veloci originaria di Livigno, fece parte della nazionale italiana negli anni 1970; ai Campionati italiani vinse la medaglia d'oro nella discesa libera nel 1973 e quella di bronzo nella combinata nel 1978. Non prese parte a rassegne olimpiche né ottenne piazzamenti in Coppa del Mondo o ai Campionati mondiali.

## Palmarès

### Campionati italiani
- 2 medaglie[3]:
  - 1 oro (discesa libera nel 1973)
  - 1 combinata (discesa libera nel 1978)